# Ghestem-doorstoot
De Ghestem-doorstoot is een speltype in het dammen dat meestal voortkomt uit het klassieke speltype en waarbij wit schijven op 22, 27, 28 en 32 heeft en zwart schijven op 16, 21 en 26 als wit de doorstoot heeft geplaatst. Zwart bezet in dat geval over het algemeen de velden 13, 18, 19 en 23. Het speltype is genoemd naar de Franse ex-wereldkampioen Pierre Ghestem. 